# Eschenz
Eschenz (toponimo tedesco) è un comune svizzero di 1 721 abitanti del Canton Turgovia, nel distretto di Frauenfeld.

## Geografia fisica
Eschenz si affaccia sul lago di Costanza (Untersee); il territorio comunale comprende anche l'isola Werd.

## Storia
Dal suo territorio nel 1851 furono scorporate la località di Hüttwilen, Nussbaumen e Uerschhausen, divenute comuni autonomi

## Società

### Evoluzione demografica
L'evoluzione demografica è riportata nella seguente tabella (fino al 1831 con Hüttwilen):
Abitanti censiti

## Amministrazione
Fino al 2010 ha fatto parte del distretto di Steckborn. Ogni famiglia originaria del luogo fa parte del cosiddetto comune patriziale e ha la responsabilità della manutenzione di ogni bene ricadente all'interno dei confini del comune.

## Infrastrutture e trasporti
Eschenz è servito dall'omonima stazione sulla ferrovia Sciaffusa-Rorschach.